# Pancracio Chocolates
Pancracio Chocolates es una marca de chocolates artesanales española. Fue fundada en 2003 por Pedro Álvarez y en 2017 fue comprada por una sociedad inversora valenciana.  Se comercializa en reconocidos almacenes y espacios gourmet de todo el mundo y en su tienda por internet.

## Historia
El origen de la marca está ligado a la experiencia profesional del economista Pedro Álvarez y su afición al chocolate. Diseñador gráfico formado entre otros en Nueva York, en la School of Visual Arts durante los 90, cuando se dio el boom de los cafés gourmet como Starbucks, decidió poner en marcha un proyecto emprendedor en el mundo del dulce y el chocolate. 
Tras estudiar Cáterin y Repostería en el Culinary Center de la Universidad de Nueva York y hacer sus prácticas en la famosa Bruno Bakery a las órdenes del chef Biaggio Settepani, volvió a Europa donde continuó su formación centrándose en el universo del chocolate y siguiendo los cursos de Sole Graells en Barcelona, Chocovic con Ramón Morató en Vic y  Le Cordon Bleu en Londres.  Decidido a crear su propia marca, encontró un chocolatero artesano que elaboró las recetas que tenía en la cabeza.
En 2003 creó la primera remesa de sus productos, turrones y chocolates que presentó en Cádiz bajo la denominación de Pancracio y una cuidada puesta en escena y empaquetado.  Poco después empezaron a distribuirse mediante la página web propia, lo que le permitió  dar el salto internacional con nuevos productos y una distribución muy selectiva. En el siguiente año consiguió la venta de sus productos en Colette de París y poco después en Bergdorf Goodman en Nueva York, Neiman Marcus en Estados Unidos y Selfridges de Londres, para finalmente abrir su propio establecimiento en Cádiz.  Los chocolates también se distribuyen en puntos selectos de la geografía española.
El proceso de emprendimiento con la creación de la marca y fabricación de los distintos chocolates, ha obtenido varios premios, entre ellos el Premio Diseño de Andalucía, y ha sido objeto de uno de los anuncios del banco holandés ING direct.

## Chocolate y derivados
Los chocolates en múltiples formatos reflejan recetas de autor y mezclas poco habituales: bombones crujientes, trufas con armagnac, chocolate negro con avellana, almendras cubiertas de chocolate, turrones, panetones, tabletas, sardinas y maíz con chocolate, cremas untables, “fondues” de chocolate, “cupcakes” y otro tipo de productos relacionados como tés, mermeladas y un vodka de chocolate. Las recetas pueden encontrarse en los libros “Chocolate moderno” (2008) y “Chocolate Posmoderno” (2016).
Los distintos productos Pancracio son presentados en una caja blanca con un diseño limpio y un lazo de algodón con el nombre grabado. Los paquetes recuerdan a las cafeterías y pastelerías antiguas.

## Premios y reconocimientos

##### Pancracio Original Chocolate Vodka
“Best in Class 2008” en la International Wine & Spirit Competition.
Premio Bronce en White Spirits en la International Spirits Challenge

##### Libro "Chocolate moderno"
Premio Gourmand World Cookbook Award 2008, categoría Mejor Libro de Chocolate.

##### Tienda Pancracio
Gran Prix Gourmet 2011 de Marie Claire

## Publicaciones- Recetarios
- “Chocolate moderno” (2008) de Pedro Álvarez y el equipo de Pancracio. Edita El País Aguilar. ISBN 9788403508408
- “Chocolate Posmoderno” (2016) de Pedro Álvarez y el equipo de Pancracio, Ed. Grijalbo. ISBN 978-8416449521